# France aux Jeux olympiques d'hiver de 1988
Cet article contient des informations sur la participation et les résultats de la France aux Jeux olympiques d'hiver de 1988 à Calgary au Canada.
L'équipe de France olympique a remporté 2 médailles (1 en or, 0 en argent, 1 en bronze), se situant à la 11e place des nations au tableau des médailles.

## Bilan général
| Place | Sport     | Médaille d'or, Jeux olympiques | Médaille d'argent, Jeux olympiques | Médaille de bronze, Jeux olympiques | Total |
| ----- | --------- | ------------------------------ | ---------------------------------- | ----------------------------------- | ----- |
| 1     | Ski alpin | 1                              | 0                                  | 1                                   | 2     |
| Total | Total     | 1                              | 0                                  | 1                                   | 2     |

## Liste des médaillés français
| Sport                   | Discipline      | Athlète(s)     | Performance |
| Médailles d'or : 1      |                 |                |             |
| Ski alpin               | Super-géant (H) | Franck Piccard |             |
| Médailles de bronze : 1 |                 |                |             |
| Ski alpin               | Descente (H)    | Franck Piccard |             |

## Les sports

### Hockey sur glace
Effectif : 
- Jean-Marc Djian
- Patrick Foliot
- Daniel Maric
- Stéphane Botteri
- Michel Leblanc
- Jean-Philippe Lemoine
- Jean-Christophe Lerondeau
- François Ouimet
- Denis Perez
- Pierre Schmitt
- Steven Woodburn
- Peter Almasy
- Paulin Bordeleau
- Philippe Bozon
- Guy Dupuis
- Derek Haas
- Stéphane Lessard
- Franck Pajonkowski
- André Peloffy
- Christian Pouget
- Pierre Pousse
- Antoine Richer
- Christophe Ville

### Patinage de vitesse
- Marie-France van Helden : 24e du 3 000 mètres et 27e du 500 m